# Chris Benoit
Christopher Michael "Chris" Benoit (pronúncia em francês: [bəˈnwɑ]) (Montreal, 21 de maio de 1967 — Fayetteville, 24 de junho de 2007) foi um lutador profissional canadense. Durante seus 22 anos de carreira, Benoit lutou para promoções como Consejo Mundial de Lucha Libre (CMLL), Extreme Championship Wrestling (ECW), New Japan Pro Wrestling (NJPW), World Championship Wrestling (WCW) e World Wrestling Federation/World Wrestling Entertainment (WWF/WWE).
Entre outas conquistas, Benoit conquistou dois títulos mundiais: o Campeonato Mundial dos Pesos-Pesados da WCW e o da WWE. Ele também ganhou cinco vezes o Campeonato Estadunidense da WCW/WWE (duas vezes na WCW, e três na WWE).
Além disso, Benoit foi o vencedor do Royal Rumble de 2004, sendo um dos três homens a ganhar a luta como número um (os outros sendo Shawn Michaels no Royal Rumble de 1995 e Edge no Royal Rumble de 2021). Descrito pela WWE como "um dos mais queridos pelo seu incrível atletismo e habilidade", Benoit foi um dos mais populares e respeitados lutadores técnicos da história.
Chris Benoit assassinou sua esposa e seu filho em 22 de junho de 2007, se enforcando dois dias depois. Desde o suicídio de Benoit, diversas explicações foram propostas, como concussões, abuso de esteroides, e o fracasso no casamento. Benoit lutou por último na WWE, na divisão ECW. Paul Heyman, chefe da ECW original, teria feito Benoit ganhar o Campeonato Mundial dos Pesos-Pesados da ECW em 1995, mas não pôde legalmente acertar a documentação necessária; 12 anos depois, Benoit deveria ter conquistado o título na WWE, no evento Vengeance: Night of Champions, o que não aconteceu em decorrência de seu suicídio. Atualmente, a WWE veta qualquer menção à Benoit.

## Carreira no wrestling profissional

### Stampede Wrestling (1985—1989)
Durante sua infância e adolescência em Edmonton, Benoit idolatrava Bret Hart e Dynamite Kid. Após assistir diversas fitas de lutas de Dynamite no Japão contra Tiger Mask, Benoit decidiu tornar-se um lutador. Quando Benoit completou 15 anos, conheceu Dynamite Kid pela primeira vez, dizendo querer ser como ele no futuro. Michael Benoit, pai de Chris, apesar de não ser um fã de wrestling, encorajou seu filho, comprando-lhe pesos para desenvolvimento muscular e, mais tarde, o autorizando a dirigir três horas até Calgary para treinar no "Dungeon" da família Hart. Após anos treinando com Bruce e Stu Hart, Benoit começou sua carreira, em 1985, na Stampede Wrestling. Durante essa época, Benoit tornou-se próximo a Bret Hart, referindo-se a ele como um modelo de vida.
Em seu início, Benoit adotou diversos movimentos de Dynamite Kid, como o diving headbutt e o snap suplex; inicialmente, Benoit o homenageava com o nome "Dynamite" Chris Benoit. De acordo com Benoit, em sua primeira luta, ele tentou aplicar o diving headbutt sem saber como aterrissar corretamente, ficando sem ar e prometendo nunca mais fazer o movimento. Sua luta se estreia aconteceu em 22 de novembro de 1985, com ele aliando-se a "The Remarkable" Rick Patterson contra Butch Moffat e Mike Hammer, com o time de Benoit vencendo. Seu primeiro título foi o Campeonato dos Meio-Pesados da Comunidade das Nações Britânicas da Stampede em 1986, derrotando Gama Singh. Na Stampede, ele também conquistou quatro títulos de duplas intercontinentais e mais três da Comunidade das Nações Britânicas, e teve uma longa rivalidade com Johnny Smith, por mais de um ano. Em 1989, Stampede fechou. Com recomendação de Bad News Allen, Benoit foi contratado pela New Japan Pro Wrestling.

### New Japan Pro Wrestling e circuito independente (1986—1994)
Ao chegar na New Japan Pro Wrestling (NJPW), Benoit passou um ano treinando no "New Japan Dojo" com lutadores mais jovens para melhorar suas habilidades. No dojo, ele passou meses realizando atividades como limpar o chão e treinamento muscular antes de entrar no ringue. Ele fez sua estreia em 1986, sob seu nome real. Em 1989, ele passou a usar uma máscara e ser chamado de Pegasus Kid. Benoit afirmou diversas vezes odiar a máscara, mas acabou passando a gostar dela. Enquanto na NJPW, ele teve lutas contra Jushin Liger, Shinjiro Otani, Black Tiger e El Samurai na divisão dos pesos-pesados juniores.
Em agosto de 1990, ele conquistou o Campeonato dos Pesos-Pesados Júnior de Jushin Liger. Benoit perdeu o título em novembro de 1990 (e em julho de 1991 no Japão e em novembro de 1991, sua máscara) de volta para Liger, o que o forçou a se reinventar como Wild Pegasus. Nos anos seguintes, Benoit venceu o torneio Best of the Super Juniors duas vezes (1993 e 1995). Ele também venceria o Torneio Super J Cup em 1994, derrotando Black Tiger, Gedo e Great Sasuke na final.
Benoit também lutou fora da New Japan ocasionalmente, no México e na Europa, conquistando alguns títulos regionais, incluindo o Campeonato dos Pesos-Leves da WWF. Ele manteve o título por um ano, realizando diversas lutas de mais de 40 minutos de duração contra Villaño III.

### World Championship Wrestling (1992—1993)
Benoit foi contratado pela World Championship Wrestling em junho de 1992, aliando-se a Biff Wellington em um torneio pelo Campeonato Mundial de Duplas da NWA; eles foram derrotados por Brian Pillman e Jushin Liger na primeira rodada, no Clash of the Champions XIX.
Ele não lutou na WCW até janeiro do ano seguinte no Clash of the Champions XXII, derrotando Brad Armstrong. Um mês depois, no Superbrawl III, ele foi derrotado por 2 Cold Scorpio, perdendo nos últimos três segundos do tempo limite de 20 minutos. Ao mesmo tempo, ele formou uma dupla com Bobby Eaton. Após ele e Eaton serem derrotados por Scorpio e Marcus Bagwell no Slamboree, Benoit retornou ao Japão.

### Extreme Championship Wrestling (1994—1995)
Em 1994, Benoit começou a trabalhar na Extreme Championship Wrestling (ECW) entre turnês japonesas. Ele foi roteirizado como um lutador dominante, ganhando notoriedade como "Crippler" ("Aleijador") após tirar Rocco Rock de ação, comportando-se de maneira fria e calculista e em relação a seus oponentes. No November 2 Remember, Benoit acidentalmente quebrou o pescoço de Sabu nos primeiros segundos da luta. A lesão aconteceu quando Benoit jogou Sabu com a intenção que ele caísse de cara no ringue, de forma segura. Sabu tentou girar para cair de costas, caindo quase que diretamente em seu pescoço. Após a luta, Benoit retornou ao vestiário e desesperou-se por ter, possivelmente, paralisado alguém. Ele exigiu ver Sabu para ter certeza que ele estava bem. Paul Heyman, roteirista-chefe da ECW na época, decidiu manter o personagem de Benoit. Quando Benoit retornou à WCW em outubro de 1995, o apelido foi mudado para "Canadian Crippler" Chris Benoit ("Aleijador Canadense"). No livro The Rise and Fall of ECW, Heyman comenta que planejava usar Benoit como um vilão dominante por um longo tempo antes de lhe dar o Campeonato Mundial dos Pesos-Pesados da ECW.
Benoit e Dean Malenko conquistaram o Campeonato Mundial de Duplas da ECW de Sabu e The Tazmaniac em fevereiro de 1995, o primeiro título estadunidense de Benoit. Após a vitória, eles tornaram-se membros do grupo Triple Threat, liderados pelo Campeão Mundial dos Pesos-Pesados da ECW Shane Douglas, com Douglas tentando recriar os Four Horsemen, com os três mantendo todos os títulos da companhia (Malenko também manteve o Campeonato Mundial Televisivo da ECW). A dupla perdeu o título para The Public Enemy em abril, no ECW's Three Way Dance. Benoit manteve uma rivalidade com The Steiner Brothers. Ele foi forçado a deixar a ECW após seu visto vencer. Heyman deveria renová-lo, mas não pôde fazê-lo a tempo.

### World Championship Wrestling (1995—2000)
New Japan Pro Wrestling e World Championship Wrestling (WCW) possuíam uma relação trabalhista, trocando lutadores. Benoit, que estava na NJPW, foi transferido para a WCW em 1995. Ele começou na divisão dos pesos-leves, tendo longas lutas com seus antigos rivais japoneses. No fim de 1995, Benoit retornou ao Japão, sendo o representante da New Japan na Super J Cup: Second Stage, derrotando Lionheart nas quartas de final e sendo derrotado por Gedo na semifinal.

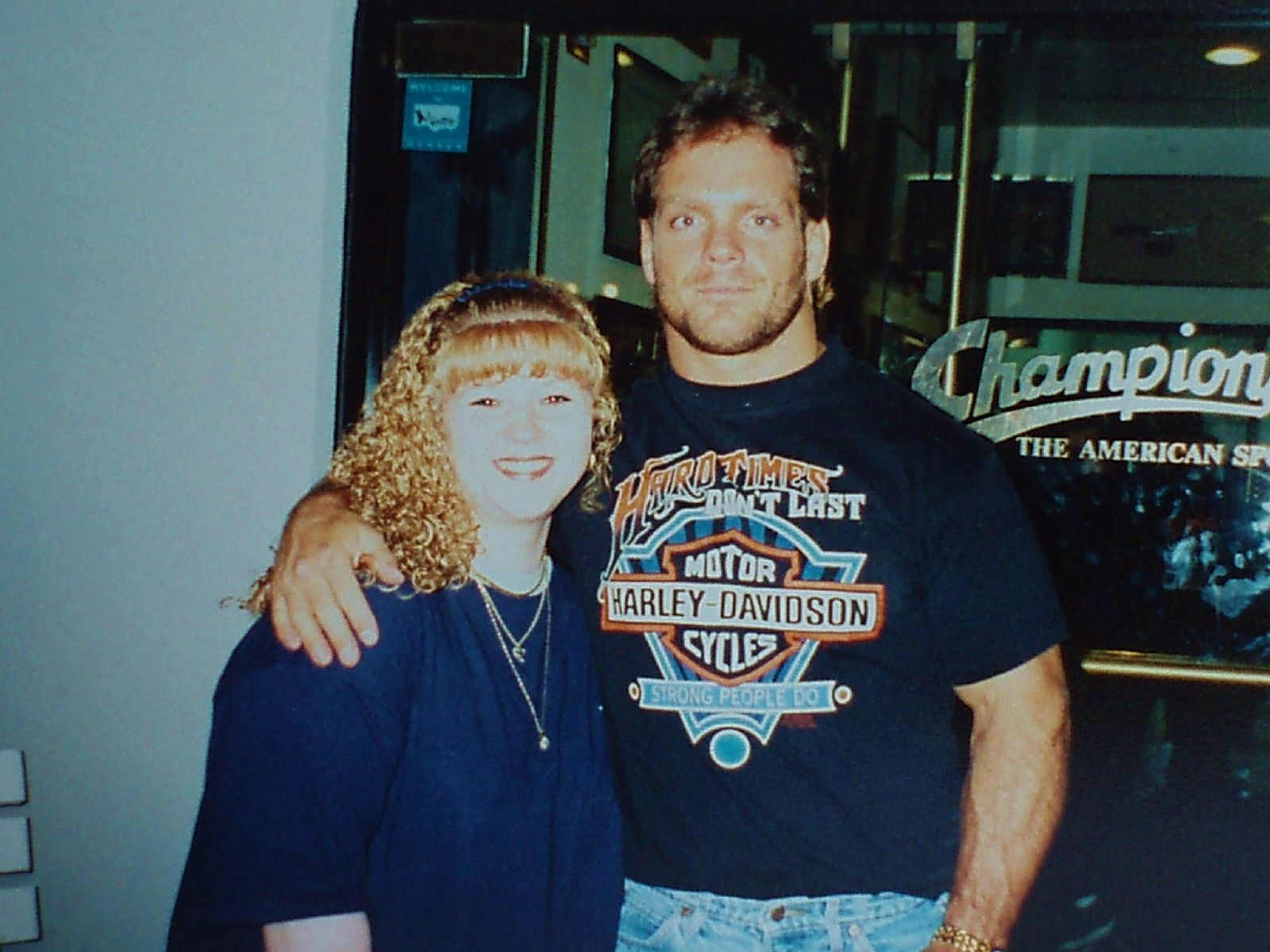
Benoit com uma fã durante seu tempo na WCW.

Após impressionar vários superiores com seu trabalho, Benoit tornou-se, a pedido de Ric Flair e dos roteiristas da WCW, parte dos novos Four Horsemen em 1995, com Flair, Arn Anderson e Brian Pillman; ele foi introduzido por Pillman como um vilão grosseiro como na ECW. Ele deveria adicionar uma nova dinâmica entre Anderson e Flair, contra Hulk Hogan e Randy Savage na "Alliance to End Hulkamania", com os membros do Four Horsemen aliarem-se ao Dungeon of Doom, mas a aliança acabou com o líder do Dungeon e roteirista da WCW Kevin Sullivan em uma rivalidade com Pillman. Quando Pillman abruptamente abandonou a WCW pela WWF, Benoit substituiu Pillman na rivalidade com Sullivan. Isso levou a Benoit se envolver com a esposa de Sullivan Nancy (também conhecida como Woman). Benoit e Nancy foram forçados a passar tempo juntos para parecer um relacionamento real, tendo que andar de mãos dadas e dividir quartos de hotel, entre outros. Este relacionamento tornou-se real. Como resultado, Sullivan e Benoit mantinham uma relação fria nos bastidores. Benoit admitiu ter respeito por Sullivan, dizendo no DVD Hard Knocks: The Chris Benoit Story que Sullivan nunca o prejudicou, mesmo culpando-o pelo fim de seu casamento. No Bash at the Beach, Benoit derrotou Sullivan. Como estipulação, Sullivan foi forçado a se aposentar.
Em 1998, Benoit manteve uma longa rivalidade com Booker T. Eles se enfrentaram pelo Campeonato Mundial Televisivo da WCW até Booker perder o título para Fit Finlay. Booker venceu uma série de sete lutas entre os dois para tornar-se desafiante pelo título. Benoit conseguiu vencer três lutas contra uma de Booker, até ser alcançado e derrotado na sétima e última no Monday Nitro. Durante o combate, Bret Hart interferiu a favor de Benoit, tentando fazer com que ele se unisse a New World Order. Benoit recusou-se a vencer daquela maneira, contando ao árbitro o que havia acontecido, sendo desqualificado. Booker recusou aquela vitória, optando por uma oitava luta no Great American Bash. Booker venceu a luta e, mais tarde na mesma noite, derrotou Finlay pelo título.
Em 1999, Benoit novamente aliou-se a Dean Malenko, derrotando Curt Hennig e Barry Windham para conquistar o Campeonato Mundial de Duplas da WCW. Com isso, o grupo Four Horsemen foi reformado, com os campeões e Steve "Mongo" McMichael. Benoit e Malenko mantiverram rivalidades com duplas como Raven e Perry Saturn e Billy Kidman e Rey Mysterio, Jr. Após uma discussão com Arn Anderson e McMichael, Benoit e Malenko abandonara os Horsemen; ele ganhou o Campeonato Estadunidense dos Pesos-Pesados da WCW antes de aliar-se a Malenko, Perry Saturn e Shane Douglas para formar o grupo "The Revolution". A Revolution foi um grupo vilanesco de jovens lutadores que sentiam-se (tanto na história quanto na vida real) desprezados pela WCW, acreditando não terem tido oportunidades. Isso fez com que a Revolution abandonasse a WCW, formando sua própria nação, completa até com uma bandeira própria. Desentendimentos entre Douglas e Benoit começaram, com o último abandonando o grupo e tornando-se um mocinho e conquistando o título Televisivo mais uma vez e o título Estadunidense de Jeff Jarrett em uma luta de escadas. Em outubro de 1999 no Nitro em Kansas City, Missouri, Benoit enfrentou Bret Hart como tributo a Owen Hart, que havia falecido em um acidente em um evento da WWF. Hart derrotou Benoit por submissão, com os dois sendo aplaudidos de pé e abraçados pelo locutor convidado, Harley Race.
Mesmo tendo muitos bons momentos na WCW, Benoit não aguentava a atmosfera política dos bastidores da companhia, que não permitia que ele fosse uma estrela de maior importância. Em janeiro de 2000, a WCW lhe deu o vago Campeonato Mundial dos Pesos-Pesados da WCW, fazendo-o derrotar Sid Vicious no Souled Out para mantê-lo na companhia. No entanto, pelas discordâncias da gerência e em protesto pela promoção de Kevin Sullivan a roteirista-chefe, Benoit deixou a companhia no dia seguinte, com seus amigos Eddie Guerrero, Dean Malenko e Perry Saturn, abandonando o título. Ele passou as semanas seguintes no Japão, antes de ser contratado pela WWF.

### World Wrestling Federation / Entertainment (2000—2007)

#### The Radicalz (2000—2001)

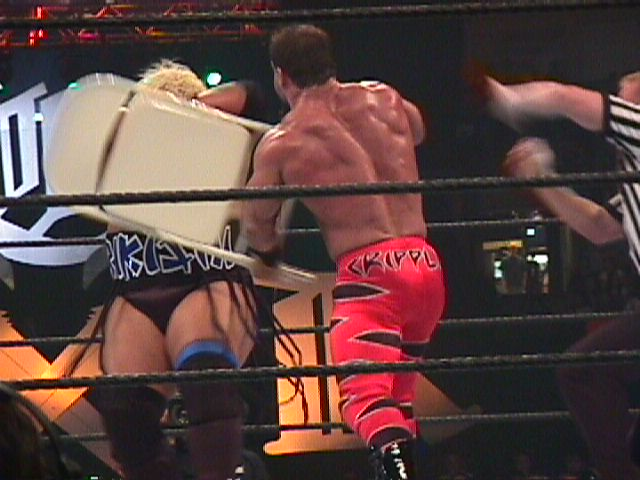
Benoit foi desqualificado do torneio King of the Ring de 2000 por usar uma cadeira contra Rikishi.

Com Guerrero, Saturn e Malenko, Benoit estreou na WWF em um grupo conhecido como The Radicalz. Após perder "lutas testes", os Radicalz aliaram-se ao Campeão da WWF Triple H, tornando-se vilões. Benoit rapidamente conquistou seu primeiro título na companhia, um mês após o WrestleMania 2000, derrotando Chris Jericho em uma luta que também envolvia Kurt Angle para conquistar o Campeonato Intercontinental de Angle. Foi durante esse período que Benoit lutou suas primeiras lutas principais em pay-per-views da WWE, desafiando The Rock pelo Campeonato da WWF no Fully Loaded em julho e como parte da luta de quatro lutadores pelo título Unforgiven, em setembro. Em ambas as ocasiões, Benoit aparentemente havia vencido as lutas e conquistado o título, apenas para ter a decisão revertida pelo comissário Mick Foley por trapacear.
Benoit simultaneamente começou uma longa rivalidade com Jericho pelo título Intercontinental, com os dois se enfrentando no Backlash, Judgment Day e SummerSlam; Benoit vencendo as três lutas. A rivalidade culminou com Jericho derrotando Benoit em uma luta de escadas no Royal Rumble em janeiro de 2001. Benoit conquistou o título Intercontinental três vezes entre abril de 2000 e janeiro de 2001.

#### Rivalidade e aliança com Chris Jericho (2000—2001)
No início de 2001, Benoit abandonou os Radicalz (que haviam sido reformados três meses antes) e tornou-se um mocinho, mantendo rivalidades com seus antigos membros de equipe e com Kurt Angle, quem enfrentou no WrestleMania X-Seven. A rivalidade continuou após Benoit roubar as medalhas de ouro Olímpicas de Angle. Isso culminou em uma luta no Judgment Day, com Angle vencendo uma luta de duas quedas com a ajuda de Edge e Christian. Em resposta, Benoit aliou-se ao seu antigo rival Chris Jericho para derrotar Edge e Christian em uma luta Tag Team Turmoil.
No Raw da noite seguinte em São José, Califórnia, Jericho e Benoit desafiaram os Campeões de Duplas da WWE Stone Cold Steve Austin e Triple H pelo título. Em 21 de maio de 2001, Jericho e Benoit conquistaram o título e, como resultado Benoit ajudou Jericho a tornar-se o quarto Campeão do Grand Slam, quando este ganhou o Campeonato da WWE em dezembro.
Benoit e Jericho, então, desafiaram Austin por seu título mundial. Benoit foi derrotado por Austin duas vezes na semana seguinte, uma, similarmente ao Montreal Screwjob em Calgary e outra em Edmonton. Benoit sofreu uma lesão no pescoço. Mesmo assim, ele continuou a lutar até o torneio King of the Ring, quando foi derrotado em uma luta que também envolvia Austin e Jericho. Benoit perdeu o resto do ano devido a sua lesão.

#### Raw e SmackDown! (2002—2003)

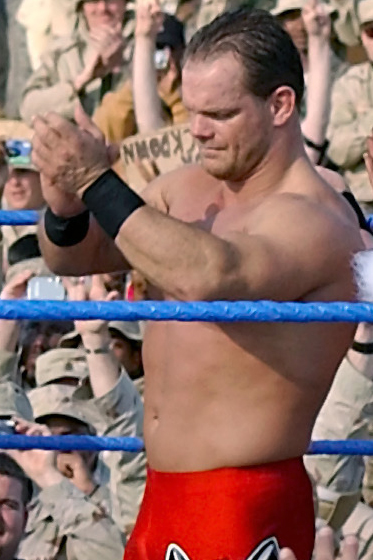
Benoit no WWE Tribute to the Troops em 2003.

Durante o primeiro Draft da WWE, ele foi o terceiro lutador a ser escolhido por Vince McMahon para ser parte do novo elenco do SmackDown!, mesmo lesionado. No entanto, quando retornou, Benoit o fez como membro do elenco do Raw. Em sua primeira noite de volta, ele tornou-se um vilão, aliando-se a Eddie Guerrero e mantendo uma curta rivalidade com Stone Cold Steve Austin. Ele e Guerrero foram movidos para o SmackDown durante uma época onde os contratos dos lutadores "ficaram em aberto", com Benoit levando consigo seu recém-conquistado Campeonato Intercontinental. Rob Van Dam derrotou Benoit no SummerSlam para levar o título de volta ao Raw.
Após retornar ao SmackDown! em 20 de outubro de 2002, ele foi coroado o primeiro Campeão de Duplas da WWE, com Kurt Angle. Com isso, Benoit coroou o quinto Campeão do Grand Slam, já que Kurt precisava apenas de um título de duplas. Eles tornaram-se tweeners ao trair Los Guerreros.
Angle conquistou seu terceiro Campeonato da WWE de The Big Show no Armageddon, e Benoit o enfrentou pelo título no Royal Rumble de 2003. Mesmo perdendo a luta, Benoit recebeu aplausos de pé por sua performance. Benoit retornou à divisão de duplas, aliando-se a Rhyno. No WrestleMania XIX, os Campeões de Duplas, Team Angle (Charlie Haas e Shelton Benjamin), defendeu o título contra Los Guerreros e Benoit e Rhyno.
Benoit, então, manteve rivalidades com John Cena e Full Blooded Italians, aliando-se ocasionalmente a Rhyno. Em junho de 2003, o Campeonato Estadunidense da WCW foi reativado e renomeado Campeonato Estadunidense da WWE, e Benoit participou do torneio para coroar o primeiro campeão. Ele perdeu a luta final para Eddie Guerrero no Vengeance. Os dois mantiveram uma rivalidade pelo título no mês seguinte, e Benoit derrotaria lutadores como A-Train, Big Show e Brock Lesnar por submissão. O Gerente Geral Paul Heyman, agente de Lesnar, impediu que Benoit pudesse enfrentar Brock pelo título.

#### Campeão Mundial dos Pesos-Pesados e de Duplas (2004—2005)
Quando Benoit qualificou-se para o Royal Rumble de 2004 ao derrotar os Full Blooded Italians em uma luta 3-contra-2 com John Cena, Heyman o obrigou a ser o primeiro a entrar no combate. Em 25 de janeiro de 2004, Benoit venceu o Royal Rumble ao eliminar por último Big Show, conquistando o direito de ter uma luta por título mundial no WrestleMania XX. Com Benoit estando no SmackDown!, Benoit tradicionalmente deveria lutar pelo Campeonato da WWE. Benoit, no entanto, desafiou o Campeão Mundial dos Pesos-Pesados Triple H. Shawn Michaels, que havia empatado uma luta Last Man Standing contra Triple H pelo título no Royal Rumble, pensou merecer uma vaga no combate. Quando Benoit iria assinar o contrato, Michaels aplicou-lhe um superkick, assinando o contrato em seu lugar, o que fez com que Triple H fosse forçado a defender o título contra Benoit e Michaels.

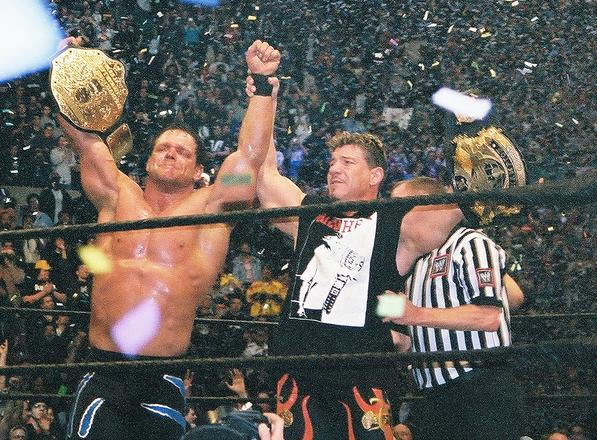
Benoit com seu amigo Eddie Guerrero, celebrando as vitórias no WrestleMania XX.

Em 14 de março de 2004, no WrestleMania XX, Benoit ganhou o Campeonato Mundial dos Pesos-Pesados ao forçar Triple H a desistir do combate, aplicando-lhe seu movimento de submissão característico, o Crippler Crossface, marcando a primeira vez na história que uma luta principal do WrestleMania terminou em submissão. Após a luta, um emocionado Benoit celebraria sua vitória com o então-Campeão da WWE Eddie Guerrero. A revanche aconteceu no Backlash, na cidade natal de Benoit, Edmonton. Foi Michaels quem desistiu da luta, submetendo-se ao Sharpshooter de Benoit. Na noite seguinte, em Calgary, ele e Edge ganharam o Campeonato Mundial de Duplas de Batista e Ric Flair,o que fez de Benoit um campeão duplo.
Nos meses após o Backlash, Benoit e Edge mantiveram uma rivalidade com La Résistance pelo World Tag Team Championship. Neste contexto, diversos combates ocorreram. Enquanto isso, Benoit mantinha confrontos com Kane pelo título mundial. Benoit lutou duas vezes no Bad Blood; ele e Edge falharam em reconquistar o World Tag Team Championship, mas Benoit manteve o título contra Kane. Um mês depois, no Vengeance, Benoit derrotou Triple H para manter-se campeão.
Em 15 de agosto de 2004, Benoit foi derrotado por Randy Orton, perdendo o World Heavyweight Championship no SummerSlam. Benoit começou uma rivalidade com Edge (que tornou-se um vilão com problemas de controle de raiva). Os dois se enfrentaram no Taboo Tuesday, onde Benoit, Edge e Shawn Michaels foram colocados em votação popular para definir o desafiante de Triple H pelo World Heavyweight Championship naquela noite. Michaels recebeu o maior número de votos e, como resultado, Benoit e Edge foram forçados a reformar sua dupla para enfrentar La Résistance pelo título de duplas. Edge abandonou Benoit durante a luta. Mesmo assim, Benoit derrotou La Résistance, conquistando o título. No Survivor Series, Benoit aliou-se ao time de Randy Orton, enquanto Edge, ao de Triple H. Mesmo com Benoit eliminado do combate, o time de Orton venceu.
A rivalidade Benoit-Edge acabou abruptamente no New Year's Revolution, com Edge criando uma rivalidade com Shawn Michaels e Benoit tornando-se participante do Royal Rumble. Os dois foram colocados na primeira luta Money in the Bank, no WrestleMania 21, com Chris Jericho, Kane, Shelton Benjamin e Christian. Edge venceu a luta ao nocautear Benoit com a maleta e ferir seu braço com uma escada. A rivalidade encerrou-se por completo em uma luta Last Man Standing no Backlash, com Edge vencendo após acertar a nuca de Benoit com uma tijolada.

#### Retorno ao SmackDown! e Campeão dos Estados Unidos (2005—2006)
Em 9 de junho, Benoit retornou ao SmackDown! após ser o primeiro selecionado do programa na Draft Lottery de 2005 e participar de uma revolução ao estilo ECW contra os vilões do SmackDown!. Benoit apareceu no One Night Stand, derrotando Eddie Guerrero. Ao fim da noite, ele aplicou um flying headbutt no Gerente Geral do Raw Eric Bischoff.

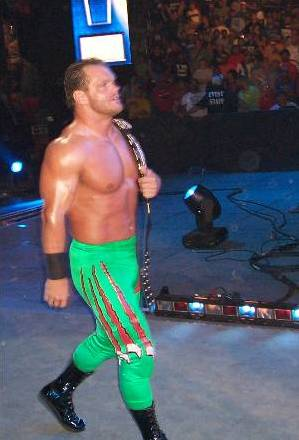
Benoit em setembro de 2005 como Campeão dos Estados Unidos

Em 24 de julho, no The Great American Bash, Benoit falhou ao tentar conquistar o Campeonato Estadunidense de Orlando Jordan, mas o enfrentou em uma revanche no SummerSlam. Benoit derrotou Jordan em 25 segundos com o Crippler Crossface para ganhar o título. Nas duas edições seguintes do SmackDown!, Benoit derrotou Jordan por submissão em 23.4 segundos e 22.5 segundos, respectivamente. Duas semanas depois, Benoit derrotou Jordan por submissão em 49.8 segundos. Benoit começou a enfrentar Booker T em competições amigáveis, mas na realidade, Booker e sua esposa Sharmell planejavam contra Benoit, fazendo com que ele perdesse o título no SmackDown!.
Em 13 de novembro de 2005, Eddie Guerrero foi encontrado morto. O Raw da noite seguinte foi um tributo a ele. Benoit estava devastado pela perda de seu melhor amigo e estava muito emotivo durante a série de vídeos sobre Guerrero, chegando a chorar diversas vezes durante a noite. No SmackDown! da mesma semana (gravado na mesma noite do Raw), Benoit derrotou Triple H em uma luta em tributo a Guerrero. Após a luta, Benoit, Triple H e Dean Malenko reuniram-se no centro do ringue e apontaram para o céu como saudação a Guerrero.
Após a controversa defesa de título contra Booker T, Theodore Long marcou uma série de sete lutas entre Booker e Benoit. Booker T venceu três lutas seguidas, normalmente por interferência de Sharmell. Benoit venceu a quarta luta, mas Booker sofreu uma lesão. Randy Orton foi escolhido como substituto, sendo derrotado por desqualificação nas duas lutas seguintes. Na sétima luta, Orton derrotou Benoit após interferência de Booker, Sharmell e Orlando Jordan, capturando o título dos Estados Unidos. Benoit manteve uma rivalidade com Orton por um curto período de tempo, tendo uma chance pelo título no No Way Out contra Booker, o derrotando. Benoit derrotou Orton em uma luta No Holds Barred no SmackDown!.
No SmackDown! da semana seguinte, Benoit quebrou (kayfabe) a mão de John Bradshaw Layfield (JBL). Os dois se enfrentaram pelo título de Benoit no WrestleMania 22, com JBL vencendo usando um movimento ilegal. Benoit usou sua cláusula de revanche duas semanas depois, em uma luta em uma jaula de ferro no SmackDown!, mas JBL novamente venceu ao usar táticas ilegais. Benoit participou do torneio King of the Ring, sendo eliminado por Finlay na primeira rodada, após ser atacado por uma cadeira. No Judgment Day, Benoit derrotou Finlay em uma luta sem desqualificação. No SmackDown! seguinte, Mark Henry brutalizou Benoit durante sua luta, o ferindo. Benoit, então, tirou férias para tratar lesões nos ombros.
Benoit fez seu retorno no No Mercy, derrotando William Regal em uma luta surpresa. Na semana seguinte, ele ganhou seu quinto título dos Estados Unidos de Mr. Kennedy. Benoit começou uma rivalidade com Chavo e Vickie Guerrero. Ele queria respostas dos Guerrero sobre o tratamento que eles davam a Rey Mysterio. Ele foi ignorado e, depois, atacado. Benoit e Chavo se enfrentariam nos pay-per-views seguintes, culminando em uma luta sem desqualificação vencida por Benoit. Após isso, Montel Vontavious Porter (MVP), desafiou Benoit pelo título no WrestleMania 23. Benoit venceu o combate. A rivalidade continuou com resultados similares no Backlash. No Judgment Day, no entanto, MVP conquistou o título ao derrotar Benoit em uma luta de duas quedas.

#### ECW (2007)
No Raw de 11 de junho, Benoit foi transferido do SmackDown! para a ECW como parte do Draft de 2007, após ser derrotado por Bobby Lashley. Benoit ganhou sua primeira luta na ECW, aliando-se a CM Punk para derrotar Elijah Burke e Marcus Cor Von por desqualificação. Em 19 de junho, Benoit teve sua última luta, uma vitória contra Burke em uma luta para determinar quem competiria pelo Campeonato Mundial da ECW no Vengeance. Benoit não participou dos eventos não-televisionados no final de semana, dizendo à WWE que sua esposa e filho estavam vomitando sangue por intoxicação alimentar. Quando ele não foi ao Vengeance, os telespectadores foram informados que Benoit não iria competir por uma "emergência familiar", sendo substituído por Johnny Nitro, que venceria o combate. Stephanie McMahon, mais tarde, indicou que Benoit teria derrotado Punk pelo título se ele estivesse no evento.

## Vida pessoal
Benoit nasceu em Montreal, Quebec, filho de Michael e Margaret Benoit, mas cresceu em Edmonton, Alberta, de onde foi anunciado durante a maior parte de sua carreira. Benoit falava inglês e francês fluentemente. Em uma entrevista com Larry King na CNN, Michael Benoit mencionou que Chris possuía uma irmã que vivia perto de Edmonton.
Benoit tornou-se grande amigo do lutador Eddie Guerrero após uma luta no Japão, quando Benoit utilizou um chute Enzuigiri, nocauteando Guerrero. Eles mantiveram uma amizade até a morte de Guerrero, em 2005. Os dois eram bons amigos de Dean Malenko. O trio lutou junto em diversas promoções, eventualmente sendo chamados de "Three Amigos" pelos comentaristas. De acordo com Benoit, o Crippler Crossface foi emprestado de Malenko e eventualmente tornou-se seu movimento característico.
O dente perdido de Benoit, seu incisor lateral superior, foi atribuído a uma sessão de treinamento ou acidente no início de sua carreira. Na realidade, o dente foi perdido durante um acidente envolvendo seu Rottweiler: uma dia, durante uma brincadeira, o crânio do animal bateu no queixo de Benoit. O dente simplesmente caiu.
Benoit casou-se duas vezes, tendo dois filhos de sua primeira esposa, Martina: David e Megan. Em 1997, Benoit estava morando com Nancy Sullivan, esposa do roteirista e lutador da WCW Kevin Sullivan. Em 15 de fevereiro de 2000, nasceu Daniel, filho de Chris e Nancy, que casaram-se em 23 de novembro de 2000. Foi o terceiro casamento de Nancy. Em 2003, Nancy pediu o divórcio, dizendo que o casamento estava "irrevogavelmente quebrado" e alegando "tratamento cruel"; ela afirmou que ele costumava quebrar e atirar mobília. Ela, mais tarde, abandonou o processo e a medida cautelar que pedira contra o marido.

## Morte
Em 25 de junho de 2007, a polícia invadiu a casa de Benoit sob "checagem de bem-estar" após diversos compromissos perdidos. Os policiais descobriram os corpos de Benoit, sua esposa Nancy Benoit, e seu filho Daniel, de sete anos, ao redor das 14h30. Após investigação, nenhum suspeito foi encontrado pelas autoridades. Foi determinado que Benoit havia cometido os assassinatos.
Em um período de três dias, Benoit matou sua esposa e filho, antes de enforcar-se, em um aparelho de musculação . Sua esposa havia sido amarrada antes de morta. O filho de Benoit foi drogado e estava possivelmente inconsciente ao ser estrangulado, utilizando um aparelho de musculação.
WWE cancelou o Raw ao vivo em 25 de junho, exibindo uma versão gravada em tributo à vida e carreira de Benoit, exibindo antigas lutas e segmentos do DVD Hard Knocks: The Chris Benoit Story, com comentários de lutadores. No entanto, quando as notícias sobre o crime e suicídio de Benoit tornaram-se aparentes, a WWE rapidamente afastou-se da imagem do lutador, removendo os produtos que envolviam Benoit de circulação e não mais o mencionando. A ECW de 26 de junho começou com Vince McMahon falando aos telespectadores sobre as circunstâncias da morte de Benoit e dizendo que não mais falariam sobre ele.
Relatórios toxicológicos lançados em 17 de julho de 2007 revelaram que, quando morreu, Nancy possuía três tipos diferentes de drogas em seu sistema: Xanax, di-hidrocodeína e hidromorfona, todos encontrados em níveis terapêuticos. Foi descoberto que Daniel possuía Xanax em seu sistema, o que levou diversos médicos a acreditar que ele havia sido sedado antes de assassinado. No sistema de Benoit foi encontrado Xanax, di-hidrocodeína e um elevado nível de testosterona, causado por uma forma sintética do hormônio. O legista-chefe atribuiu o nível de testosterona a uma deficiência causada por uso de anabolizantes ou insuficiência testicular. Não havia nada no sistema de Benoit que contribuiria para um comportamento violento. Antes do crime, em fevereiro de 2006, Benoit recebeu anabolizantes como nandrolona e anastrozole.
Após o crime, o ex-lutador Christopher Nowinski contactou Michael Benoit, pai de Chris Benoit, sugerindo que os anos de lesões na cabeça poderiam tê-lo levado a realizar o crime. Testes foram conduzidos no cérebro de Benoit por Julian Bailes, chefe de neurocirurgia da West Virginia University, e resultados mostravam que o cérebro de Benoit estava tão debilitado que assemelhava-se ao de um paciente de Alzheimer com 85 anos de idade. Ele possuía uma forma avançada de demência, similar aos de quatro jogadores aposentados da National Football League (NFL) que sofreram múltiplas concussões, entraram em depressão e feriram a si mesmos e a outros. Bailes e seus colegas chegaram à conclusão que concussões repetidas podem levar a um caso de demência, que pode contribuir para problemas de comportamento. O pai de Benoit sugere que as lesões cerebrais podem ter causado o crime. Ele também afirmou que seu filho foi cremado.

## No wrestling

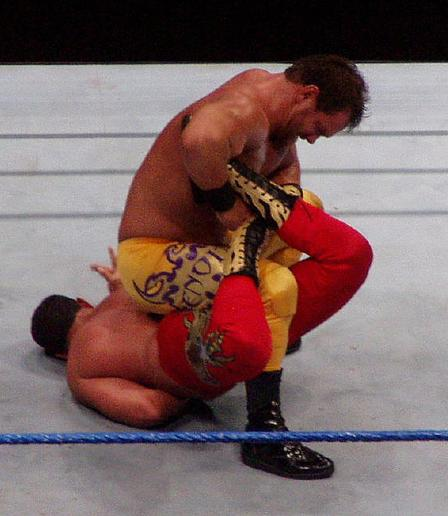
Chris Benoit aplicando um sharpshooter em Chavo Guerrero em 2006.

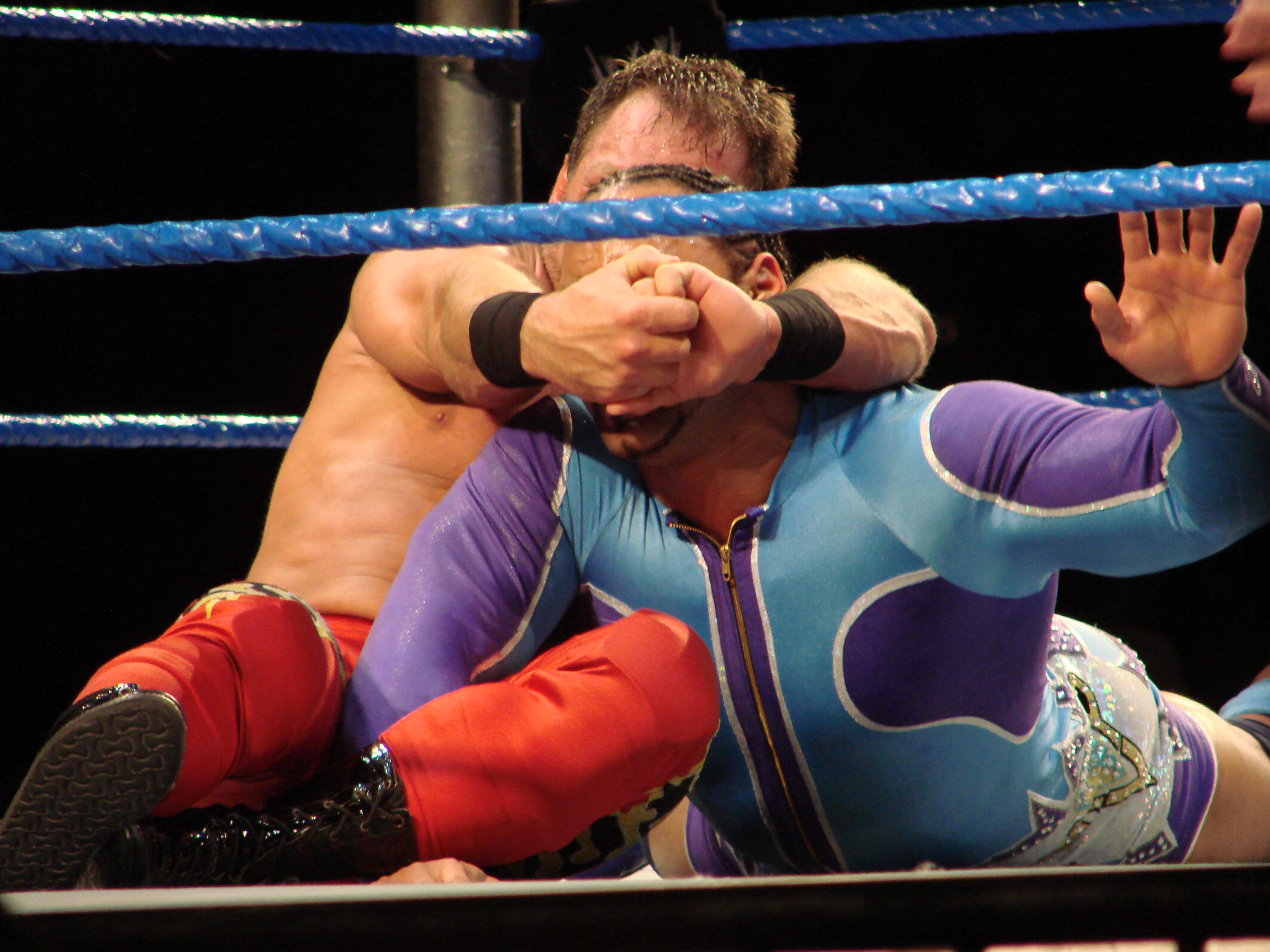
Benoit aplicando o Crippler Crossface em MVP.

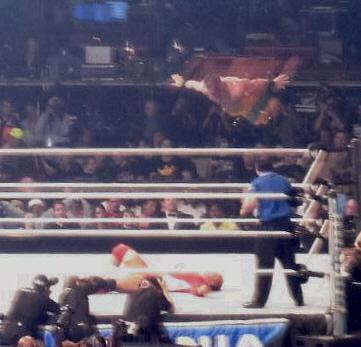
Chris Benoit aplicando um diving headbutt em MVP no WrestleMania 23.

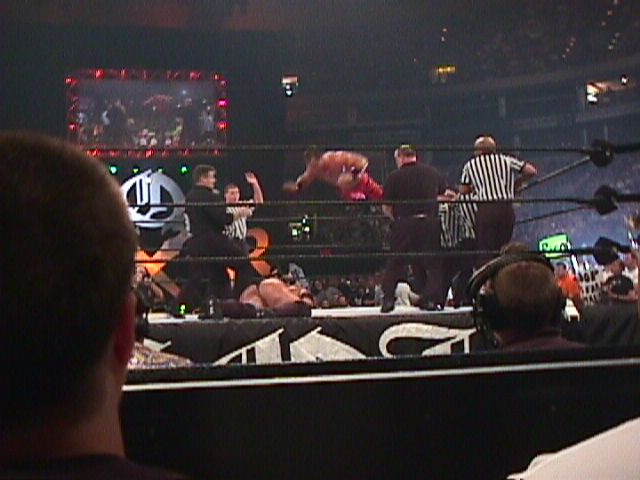
Benoit aplicando um diving headbutt em Rikishi no King of the Ring de 2000.

- Movimentos de finalização
  - Bridging dragon suplex[1] – 1992–1998; usado como movimento regular entre 1998–2007
  - Crippler Crossface[1][112] (Arm trap crossface)
  - Diving headbutt[1][113]
  - Kneeling belly to belly piledriver, às vezes da segunda corda[1] – 1989–1994; usado como movimento regular entre 1994-2007
  - Sharpshooter[1][114] – 1998–2007
  - Wild Bomb (High speed release powerbomb), às vezes da corda mais alta[1] – 1994–2002
- Movimentos secundários
  - Back body drop[114][115]
  - Backhand chop[114][116]
  - Dragon screw[115]
  - Figure four leglock
  - Forearm smash
  - Headbutt[1]
  - Diversas variações de suplex
    - Belly to back[1][114]
    - Bridging Northern Lights
    - Exploder
    - German[1][116]
    - Gutwrench[1]
    - Triple rolling Germans[1][114]
    - Slingshot
    - Snap[1]
    - Super[112]
    - Three Amigos (Triple rolling verticals) – usado em tributo a Eddie Guerrero[114]

  - Shoulderbreaker – 2001–2003
  - Spinebuster – 1991–1994
  - Springboard clothesline – 1994–1998
  - Suicide dive
- Managers
  - Arn Anderson
  - Ted DiBiase (durante seus testes da WWF em 1995)
  - Shane Douglas
  - Miss Elizabeth
  - Shane McMahon
  - Terri Runnels
  - Woman
- Alcunhas
  - "The Rabid Wolverine" ("O Glutão Raivoso")
  - "The (Canadian) Crippler" ("O Aleijador" / "O Aleijador Canadense")
- Temas de entrada
  - New Japan Pro Wrestling
    - "Jump (DJ Power Mix)" por Eskimo[117]

  - Extreme Championship Wrestling
    - "Back in the Saddle" por Aerosmith
    - "Perfect Strangers" por Deep Purple

  - World Championship Wrestling
    - "Scattered"
    - "Coast"
    - "Replica B"
    - "Too Much Information"

  - World Wrestling Federation/Entertainment
    - "Shooter" por Jim Johnston (2 de abril de 2000—27 de maio de 2002)
    - "Whatever" por Our Lady Peace (17 de junho de 2002—19 de junho de 2007)

## Títulos e prêmios
- Cauliflower Alley Club
  - Prêmio "Futura Lenda" (2002)
- Catch Wrestling Association
  - CWA World Tag Team Championship (1 vez)[118] – com Dave Taylor

- Extreme Championship Wrestling

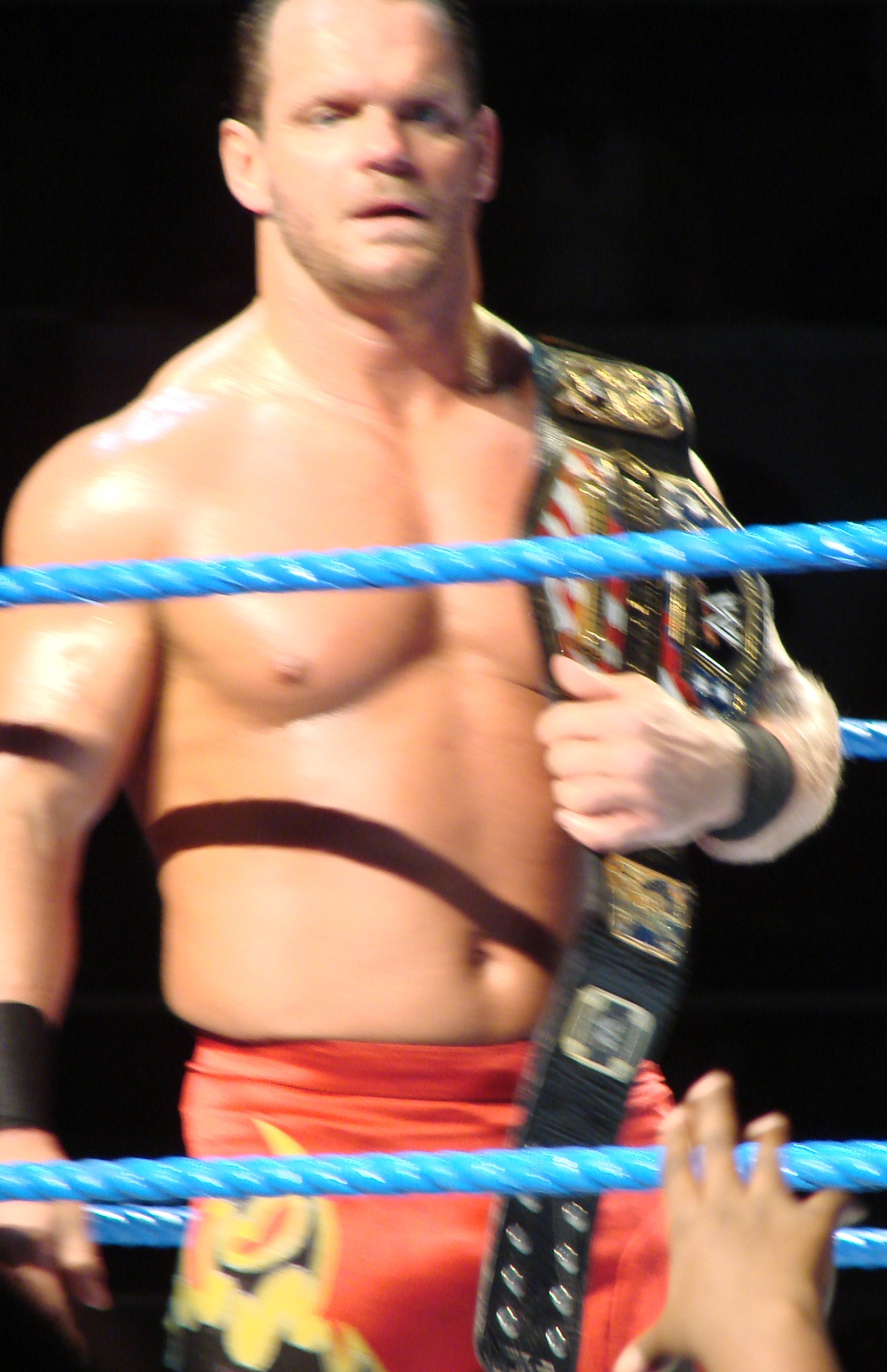
Benoit como Campeão dos Estados Unidos em 2007.

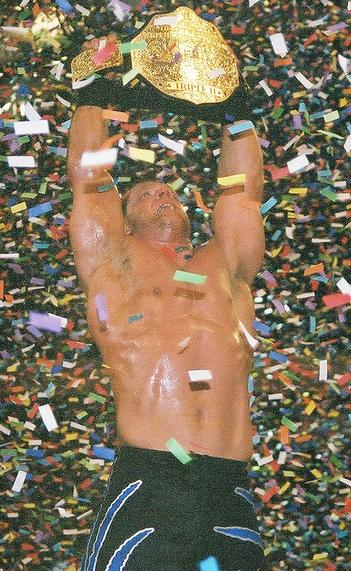
Benoit como Campeão Mundial dos Pesos-Pesados em 2004.

  - ECW World Tag Team Championship (1.ª vez)[119] – com Dean Malenko
- New Japan Pro Wrestling
  - IWGP Junior Heavyweight Championship (1 vez)[120]
  - Super J Cup (1994)[121]
  - Melhor dos Super Juniors (1993, 1995)[122]
- Pro Wrestling Illustrated
  - Rivalidade do Ano (2004)[123]vs. Triple H
  - Luta do Ano (2004)[124]vs. Shawn Michaels e Triple H no WrestleMania XX
  - Lutador do Ano (2004)[125]
  - PWI o colocou na #1ª posição dos 500 melhores lutadores individuais em 2004[126]
  - PWI o colocou na #69ª posição dos 500 melhores lutadores da história em 2003[127]
- Stampede Wrestling
  - Stampede British Commonwealth Mid-Heavyweight Championship (4 vezes)[128]
  - Stampede Wrestling International Tag Team Championship (4 vezes)[129] – com Ben Bassarab (1), Keith Hart (1), Lance Idol (1) e Biff Wellington (1)
  - Hall da Fama da Stampede Wrestling[130]
- Universal Wrestling Association
  - WWF Light Heavyweight Championship (1 vez)¹[131]
- World Championship Wrestling
  - WCW United States Heavyweight Championship (2 vezes)[132]
  - WCW World Heavyweight Championship (1 vez)[133]
  - WCW World Tag Team Championship (2 vezes)[134] – com Dean Malenko (1) e Perry Saturn (1)
  - WCW World Television Championship (3 vezes)[135]
- World Wrestling Federation / World Wrestling Entertainment
  - World Heavyweight Championship (1 vez)[136]
  - WWE Tag Team Championship (1 vez)[137] – com Kurt Angle
  - WWE United States Championship (5 vezes)[138]
  - WWF/E Intercontinental Championship (4 vezes)[139]
  - WWF/E World Tag Team Championship (3 vezes)[140] – com Chris Jericho (1) e Edge (2)
  - Royal Rumble (2004)
  - 12° Campeão da Tríplice Coroa
- Wrestling Observer Newsletter
  - Luta 5-Estrelas (1994) vs. Great Sasuke na Super J Cup
  - Melhor Brawler (2004)
  - Rivalidade do Ano (2004) vs. Triple H e Shawn Michaels
  - Melhor Lutador Técnico (1994, 1995, 2000, 2003, 2004)
  - Mais Subestimado (1998)
  - Lutador Mais Proeminente (2000, 2004)
  - Luta do Ano (2002) com Kurt Angle vs. Edge e Rey Mysterio
  - Lutador Favorito dos Leitores (1997, 2000)
  - Hall da Fama da WON (Classe de 2003)²

¹O reinado de Benoit não é oficialmente reconhecido pela WWE. Nenhum reinado anterior a dezembro de 1997 é reconhecido pela promoção.

²Uma nova votação aconteceu em 2008, pelos assassinatos cometidos por Benoit. 53.6% dos acionistas foram a favor da retirada de Benoit, menos do que os 60% necessários para removê-lo.